# Ruyaga (vattendrag)
Ruyaga är ett vattendrag i Burundi. Det ligger i den nordöstra delen av landet, 110 kilometer öster om huvudstaden Bujumbura.
Omgivningarna runt Ruyaga är en mosaik av jordbruksmark och naturlig växtlighet. Runt Ruyaga är det ganska tätbefolkat, med 222 invånare per kvadratkilometer.